# Hitoshi Sugai
Hitoshi Sugai (jap. 須貝等 Sugai Hitoshi; * 29. Dezember 1962 in Furubira, Hokkaidō) ist ein ehemaliger japanischer Judoka. Er war 1985 und 1987 Weltmeister im Halbschwergewicht, der Gewichtsklasse bis 95 Kilogramm.

## Sportliche Karriere
Der 1,83 m große Hitoshi Sugai bezwang bei den Weltmeisterschaften 1985 in Seoul den Belgier Robert Van de Walle im Halbfinale und den Südkoreaner Ha Hyung-joo im Finale. 1986 trafen Ha Hyung-joo und Hitoshi Sugai im Finale der Asienspiele in Seoul erneut aufeinander und diesmal siegte der Koreaner. Einen Monat später besiegte Sugai den Belgier Robert van de Walle im Finale beim Jigoro Kano Cup. Bei den Weltmeisterschaften 1987 in Essen gewann Sugai im Halbfinale gegen den Deutschen Marc Meiling und im Finale gegen den Niederländer Theo Meijer. Bei den Olympischen Spielen 1988 in Seoul verlor Sugai seinen ersten Kampf gegen den Franzosen Stéphane Traineau durch eine kleine Wertung (yuko). 1989 trat Sugai bei den Weltmeisterschaften in Belgrad an. Im Achtelfinale verlor er gegen Traineau und schied dann in der Hoffnungsrunde gegen Meiling aus.